# Hymenophyllum ellipticosorum
Hymenophyllum ellipticosorum är en hinnbräkenväxtart som beskrevs av Cornelis Rugier Willem Karel van Alderwerelt van Rosenburgh. Hymenophyllum ellipticosorum ingår i släktet Hymenophyllum och familjen Hymenophyllaceae. Inga underarter finns listade.